# World Rowing
Die World Rowing, auch World Rowing Federation (offiziell: Fédération Internationale des Sociétés d’Aviron, kurz: FISA) ist der 1892 gegründete Weltruderverband, der zum Beispiel Ruder-Weltmeisterschaften der Erwachsenen, Junioren und Masters sowie den Ruder-Weltcup ausrichtet, Wettkampfregeln festlegt und den Rudersport in der ganzen Welt fördert. Weiterhin strebt der Verband an, das Rudern zu einer größeren Popularität zu führen und mehr Menschen zum Rudern zu bringen.

## Organisation
Der Weltruderverband hat die Rechtsform eines Vereins nach Artikel 60ff. des Schweizer Zivilgesetzbuchs. Sein Zweck sowie seine Organe sind in einer Satzung (englisch Statutes and related bye-laws) definiert, die gemeinsam mit den vom Verband definierten internationalen Regattaregeln (englisch Rules of racing and related bye-laws) im sogenannten “World Rowing Rule Book” in englischer Sprache veröffentlicht ist.
Jedes Jahr findet ein ordentlicher FISA-Kongress statt, auf dem sich Abgesandte der zurzeit 159 nationalen Mitgliedsverbände treffen, um Regeln und Vorgaben für Wettkämpfe zu entwickeln sowie internationale Beziehungen aufzubauen und zu pflegen. Alle vier Jahre, immer nach den Olympischen Spielen, findet eine außerordentliche Sitzung statt, auf der die Abgesandten vor allem die Weltmeisterschaften organisieren und für diese die Regeln weiterentwickeln. Abgesehen von den Kongressen, die das höchste Gremium darstellen, bildet die FISA noch den Rat, der aus dem Präsidenten, dem Vize-Präsidenten, dem Schatzmeister, dem Geschäftsführer, den Vorsitzenden der Spezialistenkommissionen und den Kontinentsabgesandten (die als Bindeglied zu den nationalen Ruderverbänden agieren) zusammengesetzt ist. Der Rat tritt mindestens dreimal im Jahr zusammen, um die geschäftlichen Dinge der FISA zu organisieren.
Über den Namen des Verbandes wurde beim FISA-Kongress 2020 entschieden, der vom 16. bis 18. Oktober per Videokonferenz stattfand: zumindest in operativen und kommunikativen Belangen. Die FISA behält ihren Namen in den Statuten (und auch im Vereinsregister), der Name WorldRowing wird jedoch allgemein verwendet.

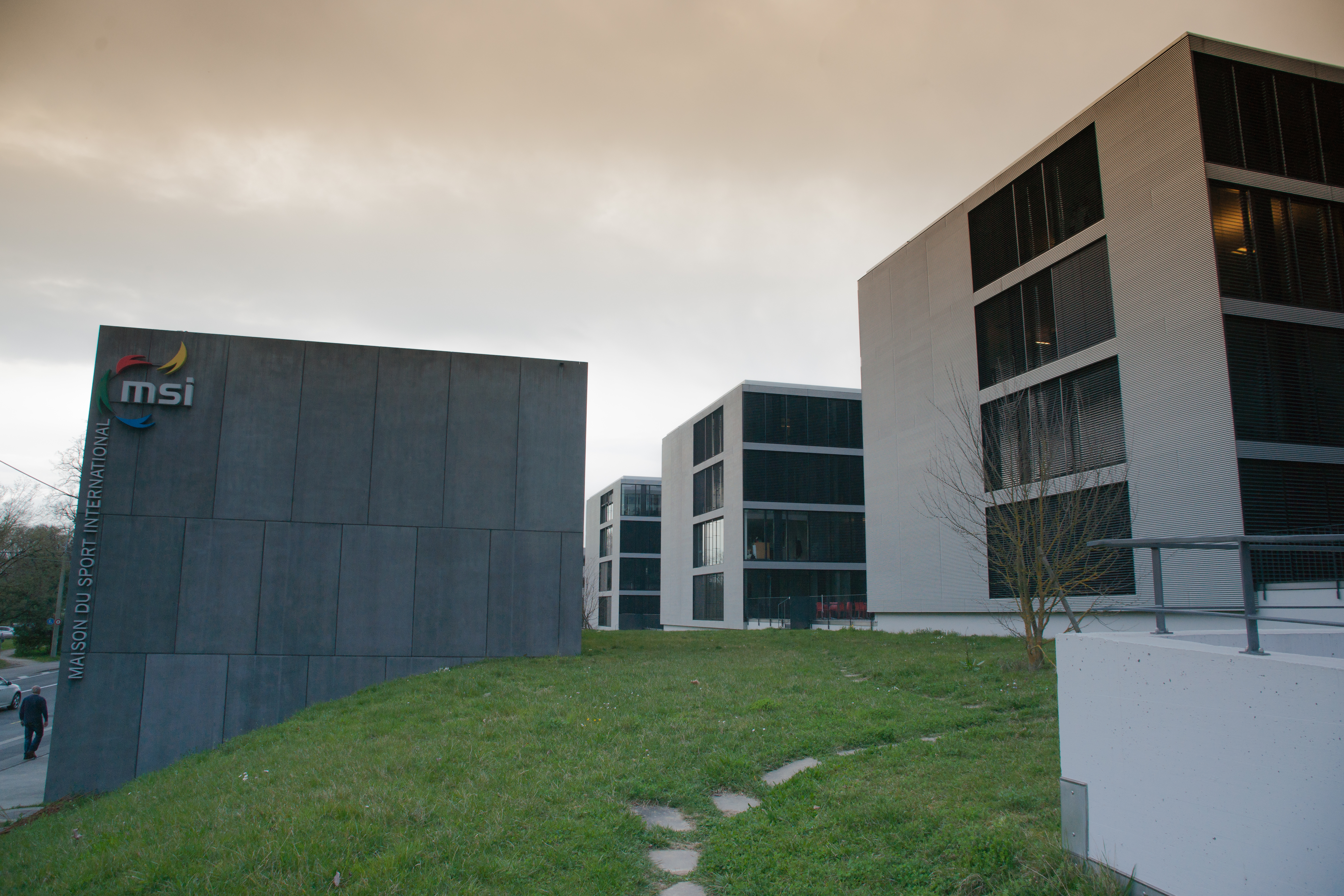
Seit 2006 Sitz des Verbands: Maison du Sport International in Lausanne

Die Geschäftsstelle befindet sich seit 1996 in Lausanne und dort seit 2006 im Maison du Sport International, in dem auch zahlreiche andere internationale Spitzenverbände ihren Sitz haben. Amtierender Verbandspräsident seit 2014 ist der Franzose Jean-Christophe Rolland.

## Präsidenten
- 1924–1926  Eugène Baud
- 1926–1949  Rico Fioroni
- 1949–1958  Gaston Mühlegg
- 1958–1989  Thomas Keller
- 1989–2014  Denis Oswald
- seit 2014  Jean-Christophe Rolland

Vor 1924 gab es keine Präsidenten: Die Delegierten der jährlichen FISA-Kongresse wählten lediglich aus ihrer Mitte einen Vorsitzenden für die Dauer der Sitzung. Dieser war in der Regel Präsident oder Vizepräsident eines nationalen oder regionalen Ruderverbandes. So hatten zum Beispiel die Vereine aus Elsaß-Lothringen zeitweise einen eigenen Dachverband, der FISA-Mitglied war. Es bürgerte sich ein, Delegierten des gastgebenden Verbandes den Vorsitz zu übertragen.
| FISA-Kongresse: Die Vorsitzenden |          |                   |                       |
| Jahr                             | Kongress | Ort               | Vorsitzender          |
| 1892                             | 01.      | Turin             | Hector Colard         |
| 1893                             | 02.      | Orta              | Auguste Vieira        |
| 1894                             | 03.      | Mâcon             |                       |
| 1895                             | 04.      | Ostende           | Oscar Gregoire        |
| 1896                             | 05.      | Genf              | Louis Veyrassat       |
| 1897                             | 06.      | Pallanza          |                       |
| 1898                             | 07.      | Turin             | Conte R. Biscaretti   |
| 1899                             | 08.      | Ostende           |                       |
| 1900                             | 09.      | Paris             | Paul Marechal         |
| 1901                             | 10.      | Zürich            | F. Wanner             |
| 1902                             | 11.      | Straßburg         | Georges Meyer         |
| 1903                             | 12.      | Venedig           | Louis Capuccio        |
| 1904                             | 13.      | Paris             | Auguste Lagogue       |
| 1905                             | 14.      | Gent              | Oscar Gregoire        |
| 1906                             | 15.      | Pallanza          | Louis Capuccio        |
| 1907                             | 16.      | Straßburg         | Oscar Gregoire        |
| 1908                             | 17.      | Luzern            | Alphonse Loup         |
| 1909                             | 18.      | Paris             | Edmond Haffreingue    |
| 1910                             | 19.      | Ostende           | Oscar Gregoire        |
| 1911                             | 20.      | Como              | Louis Capuccio        |
| 1912                             | 21.      | Genf              | M. Perrier            |
| 1913                             | 1. AO    | Frankfurt am Main | Georg W. Büxenstein   |
| 1913                             | 22.      | Gent              | Oscar Gregoire        |
| 1920                             | 23.      | Mâcon             | Antonin Wettengel     |
| 1921                             | 24.      | Amsterdam         | G. L. de Vries Feyens |
| 1922                             | 2. AO    | Genf              | Rico Fioroni          |
| 1922                             | 25.      | Barcelona         | Juan Ventos a Calvell |
| 1923                             | 3. AO    | Como              | Carlo Montù           |
| 1923                             | 26.      | Como              | Carlo Montù           |

Personelle Kontinuität entstand in diesem Zeitraum durch die für längere Zeiträume gewählten Schatzmeister (secretary-treasurer):
- 1892–1901  Louis Capuccio
- 1901–1922  Conte Carlo Vialardi di Verrone
- 1922–1923  Mario Rossi
- 1923–1925  Henri Manuel